# Chcę znać swój grzech...
Chansons représentant la Pologne au Concours Eurovision de la chanson
Sama
(1995) Ale jestem
(1997)
Chcę znać swój grzech… est la chanson représentant la Pologne au Concours Eurovision de la chanson 1996. Elle est interprétée par Kasia Kowalska.
La chanson est la vingtième de la soirée, suivant Sjúbídú interprétée par Anna Mjöll pour l'Islande et précédant Za našu ljubav interprétée par Amila Glamočak pour la Bosnie-Herzégovine.
À la fin des votes, elle obtient 31 points et finit à la 15e place sur vingt-trois participants.